# 임기목
임기목(2001년 1월 11일 ~ )는 대한민국의 축구 선수로, 포지션은 골키퍼이다. 현재 K리그2 부산 아이파크 소속이다.